# Xian de Huaiyang
Le xian de Huaiyang (淮阳县 ; pinyin : Huáiyáng Xiàn) est un district administratif de la province du Henan en Chine. Il est placé sous la juridiction de la ville-préfecture de Zhoukou.

## Démographie
La population du district était de 1 089 621 habitants en 2010, en diminution par rapport à 1 299 708 habitants en 1999.